# Síndrome de Schmidt
El síndrome de Schmidt, también llamado síndrome poliglandular autoinmune tipo II, es una enfermedad de origen autoinmune que se caracteriza por la asociación de la enfermedad de Addison (insuficiencia suprarrenal) con otra alteración endocrinológica de origen autoinmunitario, generalmente tiroiditis de Hashimoto. En el 50% de los pacientes los primeros síntomas derivan de la enfermedad de Addison. Puede asociarse a hipogonadismo, hipoparatiroidismo y otras manifestaciones autoinmunes como vitíligo, hepatitis autoinmune, anemia perniciosa, miastenia gravis, alopecia areata y enfermedad celiaca. Se presentan alrededor de 2 casos por 100.000 habitantes y año, siendo más frecuente entre los 20 y 60 años y en el sexo femenino.

## Historia
La primera descripción fue realizada en 1926 por el médico alemán Martin Benno Schmidt. Al realizar la autopsia de dos pacientes que habían fallecido como consecuencia de insuficiencia suprarrenal, observó en el estudio microscópico infiltración destructiva por linfocitos que afectaba simultáneamente a la glándula tiroides y la glándula suprarrenal, por lo que llamó al mal «eine Biglandulare Erkrankung» («una enfermedad de dos glándulas»).